# 要聽神明的話 (電影)
《要聽神明的話》，是2014年由三池崇史執導的日本驚悚恐怖片電影，劇本改編自金城宗幸漫畫《要聽神明的話》。由福士蒼汰、山崎紘菜、神木隆之介、染谷將太和優希美青等人主演，电影由東寶於2014年11月15日在日本上映。2015年3月26日由新映影片在香港發行上映。2015年5月16日由甲上娛樂在台灣發行上映，分為輔導級。藍光/DVD版於2015年5月20日在日本發售。

## 劇情
該片根據金城宗幸原作、藤村緋二繪製的同名漫畫改編，講述高中生——瞬，對於無聊的日常生活感到厭倦，某天出現在學校的“不倒翁達磨”告訴他賭上性命的遊戲開始了。此後瞬被捲入了無法理喻的極限生存當中的故事。
日本一座普普通通的高中，對生活倍感無聊的16歲男生高畑瞬（福士蒼汰飾）在課堂上打發著枯燥冗長的青春時光。然而就在毫無徵兆的情況下，黑板前老師的腦袋竟突然爆開，血光四濺。班上的學生全部呆若木雞，而伴隨慘劇而出的，則是一尊尋常可見的達摩不倒翁端坐在講台之上。未等學生們回過神來，達摩自顧自玩起了“一二三木頭人”的遊戲，凡是違反規則行動的人全部遭到血腥屠殺。經過數輪殊死較量，瞬終於在規定時間之前按下了終止遊戲的按鈕，然而此時他的教室早已血流成河，同學們無一生還。
可怕的是血腥遊戲並未結束，還沒有搞清狀況的瞬逃出教室，遇到了隔壁班的青梅竹馬秋元依智香（山崎紘菜飾）。兩人按照不倒翁的指示來到體育館，和其他班級的倖存者參加第二輪遊戲。隨後不久，巨大的招財貓破頂而入，它以壓倒性的身形和力量輕鬆撲殺了眼前穿著老鼠服裝的參賽者們，而瞬他們終止遊戲的辦法只有一個，那就是將貓鈴鐺從招財貓脖子上的籃球筐內投進去。經歷了一系列的挫折和嘗試後，招財貓的遊戲總算畫上句號。與此同時，周身散發著狂暴和死亡氣息的另一名倖存者天谷武（神木隆之介飾）登場，這卻是一個為了生存不惜對同類大開殺戒的可怕角色。
與此同時，日本乃至世界各地都接連發生了類似的離奇事件，在這一連串亂象的背後，似乎有什麼常人難以解釋的陰謀正有條不紊地進行。大小媒體鋪天蓋地跟踪報導，倖存的少年也在網絡上被奉為“神之子”而受到追捧。兩輪遊戲過後，瞬和依智香、天谷被吸入神秘的立方體。正如瞬他們所料，神秘的遊戲仍在繼續，“小芥子”的出現拉開了新一輪屠殺的序幕。在此過程中，瞬憑藉冷靜的觀察力和接觸的智慧答對了小芥子們的難題，並從它們手中救出了初中時代的同學高瀨翔子（優希美青飾）。而為了取得通往下一關卡的鑰匙，倖存的七名少男少女必須攜起手來，共同闖過接下來的生死難關。

與原作相異之處的關主順序
- 電影：不倒翁〈一動就會死〉→招財貓〈掛鈴鐺〉→小芥子木偶〈猜猜我是誰〉→大白熊〈討厭說謊的人〉→俄羅斯套娃〈玩命捉迷藏〉→運氣
- 原著：不倒翁〈一動就會死〉→招財貓〈掛鈴鐺〉→小芥子木偶〈猜猜我是誰〉、〈亡人跳繩〉→尿尿小童〈拔河競賽〉→浦島太郎→運氣

## 演員
| 角色                     | 演員       | 台灣配音 | 簡介                                                                                     |
| 主要角色                 | 主要角色   | 主要角色 | 主要角色                                                                                 |
| ------------------------ | ---------- | -------- | ---------------------------------------------------------------------------------------- |
| 高畑瞬                   | 福士蒼汰   | 黃天佑   | 平凡的高中生，一成不變的生活總是令他感到枯燥不堪，然而他忽然被捲入大規模的死亡威脅之中。 |
| 秋元市佳                 | 山崎紘菜   | 馮嘉德   | 瞬的青梅竹馬，和瞬在同一間高中，不同班級。和瞬一樣被捲入死亡威脅中。                     |
| 天谷武                   | 神木隆之介 | 賴緯     | 喜愛暴力的問題少年，周身散發著狂暴和死亡氣息，為了生存不惜對同類大開殺戒的人。           |
| 高瀬翔子                 | 優希美青   | 許淑嬪   | 瞬國中時的同學，當時受到欺負的她被瞬拯救了受傷的心靈，之後瞬就成為她所思念的對象。       |
| 遊戲參加者               |            |          |                                                                                          |
| 佐竹                     | 染谷將太   | 胡鎮璽   | 瞬的同班同學兼好友，在最初死亡遊戲中能夠冷靜的分析形勢，給予瞬很多幫助。                 |
| 班長                     | 櫻田通     | 張立昂   |                                                                                          |
| 森川會長                 | 菊田大輔   | 張立昂   |                                                                                          |
| 吉川晴彥                 | 村上虹郎   | 賴緯     | 投籃差點成功的同學                                                                       |
| 平良幹則                 | 山本涼介   | 宋克軍   |                                                                                          |
| 田岡由實                 | 萩原農     | 曾詩淳   |                                                                                          |
| 真田幸男                 | 大鶴佐助   | 曹冀魯   |                                                                                          |
| 奧榮治                   | 入江甚儀   | 胡鎮璽   |                                                                                          |
| 前田小太郎               | 高橋直人   | 張立昂   |                                                                                          |
| 其他角色                 |            |          |                                                                                          |
| 奧平忠勝                 | 佐藤佐吉   | 曹冀魯   |                                                                                          |
| 拓海母親                 | 池谷信江   | 馮嘉德   |                                                                                          |
| 瞬的母親                 | 高島禮子   | 許淑嬪   |                                                                                          |
| 榎田拓海                 | 大森南朋   | 宋克軍   |                                                                                          |
| 長髪的流浪漢             | 中川雅也   |          | 真實身分是創出血腥遊戲的神明。                                                           |
| 遊戲試煉考官（聲音演出） |            |          |                                                                                          |
| 招財貓                   | 前田敦子   | 宋克軍   |                                                                                          |
| 不倒翁                   | 湯米雅     | 曹冀魯   |                                                                                          |
| 木芥子-太郎              | 肥後克廣   | 胡鎮璽   |                                                                                          |
| 木芥子-花子              | 達依久子   | 馮嘉德   |                                                                                          |
| 木芥子-健一              | 上島龍兵   | 賴緯     |                                                                                          |
| 木芥子-明美              | 柳澤三千代 | 許淑嬪   |                                                                                          |
| 鬼芥子                   | 寺門義人   | 賴緯     |                                                                                          |
| 大麻哈魚                 | 渡邊哲     |          |                                                                                          |
| 白熊                     | 山崎努     | 宋克軍   |                                                                                          |
| 大・俄羅斯娃娃           | 水田山葵   | 馮嘉德   |                                                                                          |
| 中・俄羅斯娃娃           | 小櫻悅子   | 許淑嬪   |                                                                                          |
| 小・俄羅斯娃娃           | 小櫻悅子   | 曾詩淳   |                                                                                          |
| 極小・俄羅斯娃娃         | 水田山葵   | 許淑嬪   |                                                                                          |

## 製作
- 原作：金城宗幸・藤村緋二『要聽神明的話』（講談社）
- 監督：三池崇史
- 脚本：八津弘幸
- 制作：市川南
- エグゼクティブ・プロデューサー：山内章弘
- 企画・プロデュース：白井央
- プロデューサー：石黒裕亮、坂美佐子、前田茂司
- 音楽：遠藤浩二
- 撮影：北信康
- 照明：渡部嘉
- 美術：橋本創
- 録音：中村淳
- 編集：山下健治
- 助監督：倉橋龍介
- VFXスーパーバイザー：太田垣香織
- 音響効果：柴崎憲治
- 特殊造形：松井祐一、三好史洋
- 製作プロダクション：東宝映画、OLM
- 制作協力：楽映舎
- 配給：東寶
- 製作：「要聽神明的話」製作委員会

## 獲獎
- 第38回日本電影金像獎新人演員獎（福士蒼汰、『只要妳說妳愛我』、『IN THE HERO』と合わせて）

## 外部連結
- 爛番茄上《As the Gods Will》的資料（英文）
- Yahoo奇摩電影上《要聽神明的話》的資料（繁體中文）
- 開眼電影網上《要聽神明的話》的資料（繁體中文）
- 互联网电影数据库（IMDb）上《As the Gods Will (要聽神明的話)》的资料（英文）
- 豆瓣电影上《要聽神明的話》的資料 （简体中文）
- 《要聽神明的話 （页面存档备份，存于）》在香港雅虎的電影頁面（繁體中文）
- Neofilms 新映影片 （页面存档备份，存于）